# 一般座標変換不変性

## 概要
直行する座標系を考えた場合、座標系の上にあるベクトルを任意のガリレイ変換ないしローレンツ変換で変換しても物理法則は不変である。一般に、ある座標系の上である物体の運動を考えたとして、座標系の取り換えによって物体の運動の様子が変わることはあり得ない。これは 相対性原理と呼ばれ、相対論の大前提である。
上記のような平坦な座標系の上では相対性原理を満たす変換は容易に扱えるが、一般の曲がった座標系の上では相対性原理を満たすような変換は、座標の曲がり方に注意して慎重に扱う必要がある。なぜなら、座標系そのものが曲がっている場合は、この座標系の上での並進変換はベクトルの定義を変えてしまう為である。
このズレを補正する為に、一般座標変換の定義にアフィン接続項を加え、曲がった座標系の上での変換でベクトルが不変になるよう調整する。平坦な座標系の上での変換則にアフィン接続項を加えた変換が、ベクトルに対する一般座標変換であり、一般座標変換不変性とはこの変換における対称性を指す。